# Kuhn Ø
Kuhn Ø ist eine unbewohnte grönländische Insel im Nordost-Grönland-Nationalpark.

## Geografie

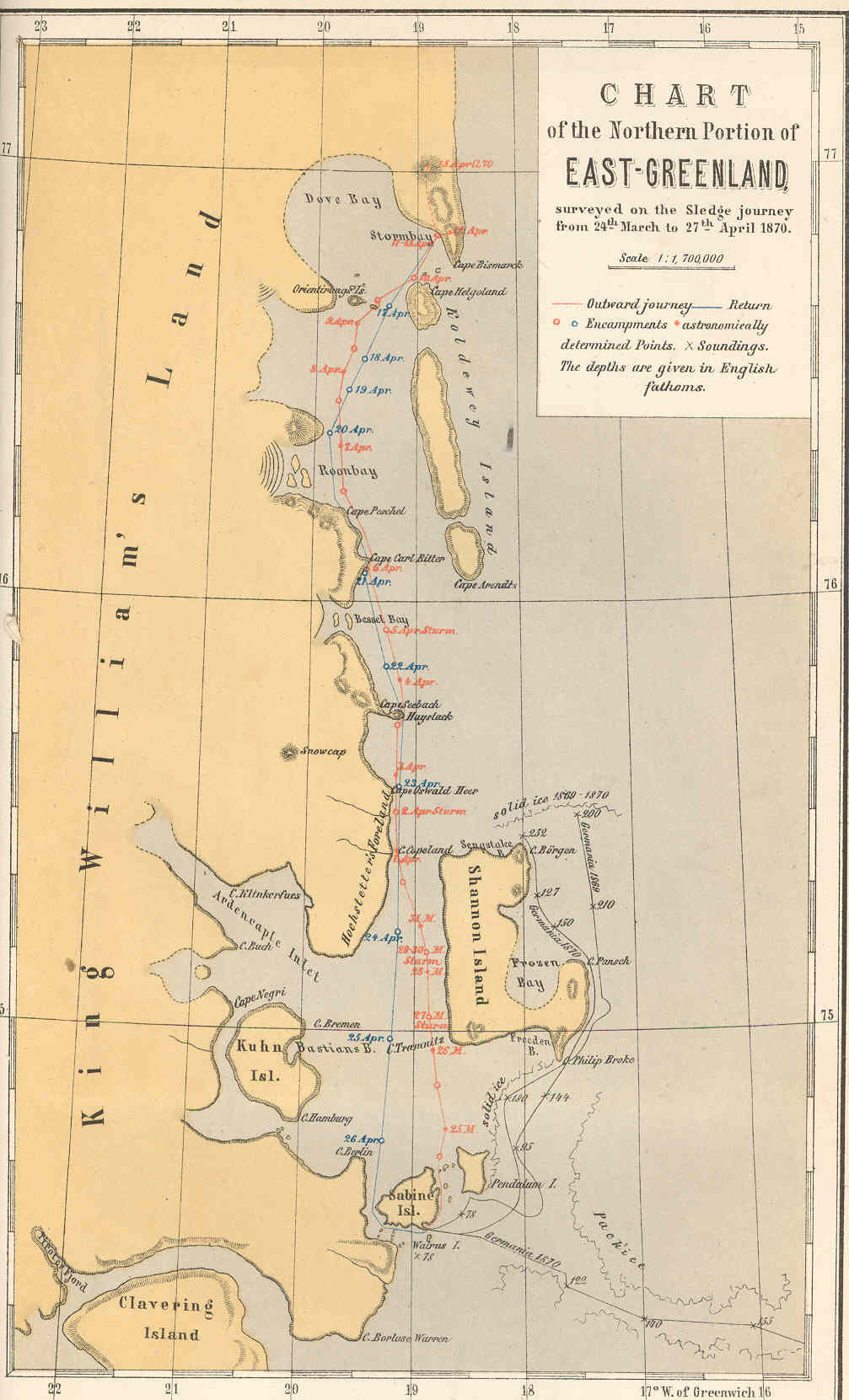
Kuhn Ø im Süden auf Carl Koldeweys Expeditionskarte

Die Insel liegt in der Hochstetterbugten. Im Westen wird sie durch den Fligely Fjord vom Th. Thomsen Land getrennt. Im Süden verläuft der Lindeman Fjord, auf dessen Südufer das Wollaston Forland liegt. Mehrere Kaps der Insel sind benannt: Kap Mosle im Nordwesten, Kap Bremen im Nordosten, Kap Maurer im Osten und Kap Hamburg im Südosten. Von Kap Mosle bis Kap Hamburg misst die Insel 38,5 km. In Ost-West-Richtung misst die Insel von Kap Maurer aus 27,5 km. Von Nordosten her schneidet sich die Bastian Bugt tief in die Insel ein. Der höchste Berg ist die 1136 m hohe Schwarze Wand. Weitere benannte Erhebungen sind Dobbelttop, Ruthner, Baselbjerget, Sneryggen, Bernbjerget und Kingofjeldet. Kuhn Ø hat etwa eine Fläche von 642 km².

## Geschichte
An der Südküste wurden mehrere Hausruinen und Zeltringe aus der Dorset-Kultur und der Thule-Kultur gefunden, die zeigen, dass die Insel jahrhundertelang bewohnt war.
Kuhn Ø wurde 1869 während der Zweiten Deutschen Nordpolar-Expedition unter Carl Koldewey nach dem österreichischen Kriegsminister Franz Kuhn von Kuhnenfeld benannt, der die Expedition mit Waffen versorgen ließ. Anfangs war sie noch Kohleninsel genannt worden, da das Expeditionsteam am Kap Hamburg Kohle gefunden hatte.